# Dendrocerus mucronifer
Dendrocerus mucronifer är en stekelart som beskrevs av Paul Dessart 1999. Dendrocerus mucronifer ingår i släktet Dendrocerus och familjen trefåresteklar. Inga underarter finns listade i Catalogue of Life.